# Antonio Fava
Pour les articles homonymes, voir Fava.
Antonio Fava, né le 28 mai 1949  à Scandale est un acteur de théâtre et écrivain italien. Il est directeur de l'école internationale de l'acteur comique de Reggio d'Émilie.